# Boloria modesta
Boloria modesta är en fjärilsart som beskrevs av Ruggero Verity 1950. Boloria modesta ingår i släktet Boloria och familjen praktfjärilar. Inga underarter finns listade i Catalogue of Life.